# 岩国デジタル中継局

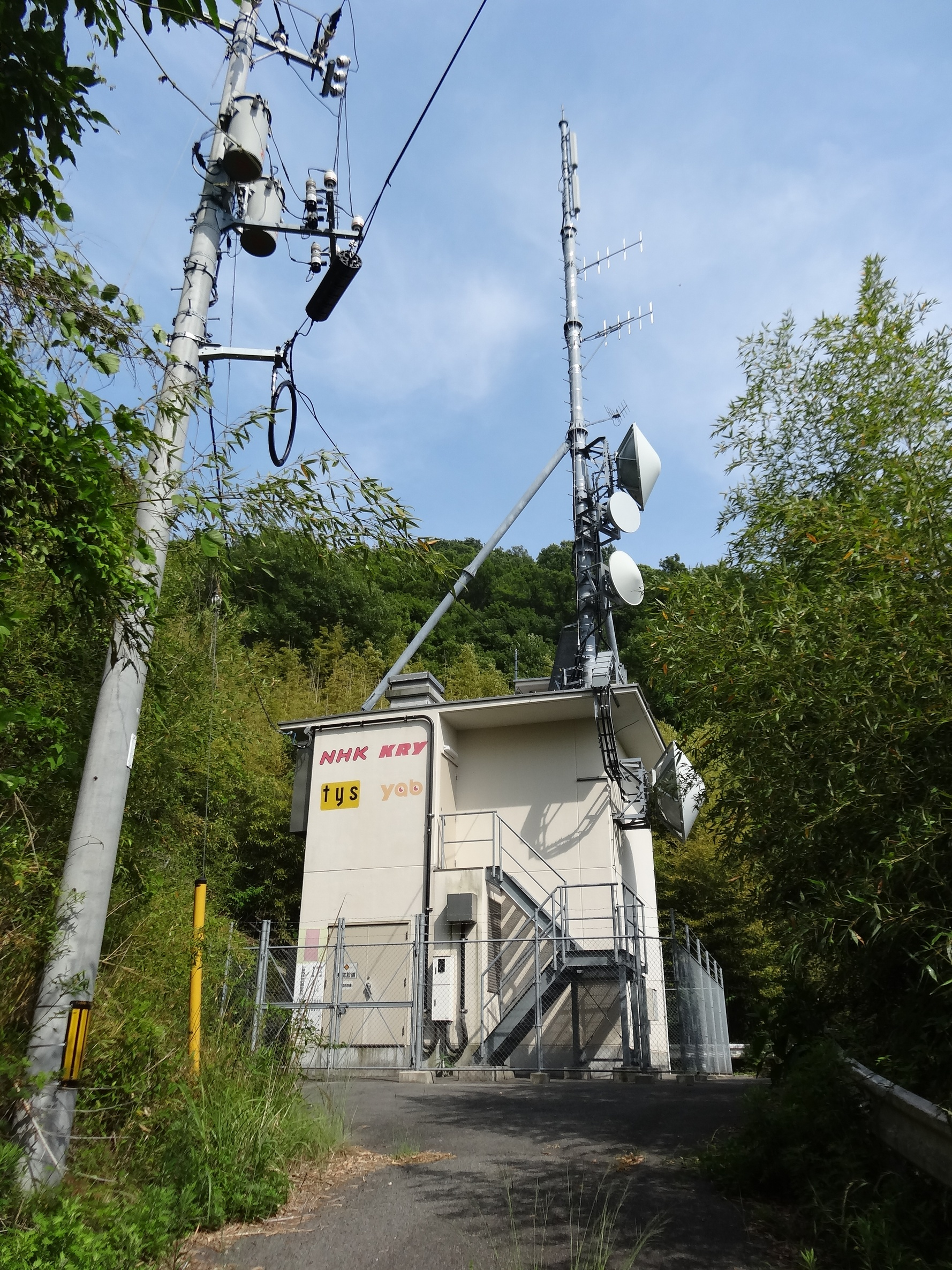
局舎概観

岩国デジタル中継局（いわくにデジタルちゅうけいきょく）は、広島県江田島市にあり、山口県域のテレビ放送局が設置しているデジタルテレビ中継局である。
中継局名に岩国が付されているが、実際には広島県に中継局が置かれている（いわゆる域外送信である）。

## 中継局送信設備概要

### 中継局置局住所
- 広島県江田島市沖美町是長野登呂山（宇根山）

### 技術情報
| ID | 放送局名         | 物理 チャンネル | 空中線 電力 | ERP    | 放送対象地域 | 放送区域 内世帯数 | 偏波面   | 開局日         |
| -- | ---------------- | --------------- | ----------- | ------ | ------------ | ----------------- | -------- | -------------- |
| 1  | NHK 山口総合     | 38              | 100W        | 1.5kW  | 山口県       | 約47,000世帯      | 水平偏波 | 2006年 10月1日 |
| 2  | NHK 山口Eテレ    | 40              | 100W        | 1.45kW | 全国放送     | 約47,000世帯      | 水平偏波 | 2006年 10月1日 |
| 3  | tys テレビ山口   | 41              | 100W        | 1.5kW  | 山口県       | 約47,000世帯      | 水平偏波 | 2006年 10月1日 |
| 4  | KRY 山口放送     | 39              | 100W        | 1.45kW | 山口県       | 約47,000世帯      | 水平偏波 | 2006年 10月1日 |
| 5  | yab 山口朝日放送 | 42              | 100W        | 1.45kW | 山口県       | 約47,000世帯      | 水平偏波 | 2006年 10月1日 |

- 広島県側（主に東側）に電波が漏れないように（スピルオーバー）野登呂山の中腹に設置されており、指向性も西側にかけられている。立地的にも山がいわゆる屏風のようになっている。
- 放送エリアは、岩国市・柳井市・大島郡周防大島町・玖珂郡和木町、広島県大竹市の各一部。このうち岩国市や和木町などはNHK広島放送局と中国放送（RCC）、広島テレビ放送（HTV）、広島ホームテレビ（HOME）、テレビ新広島（TSS）の広島親局送信所の放送区域にも含まれている。
  - 山口県はリモコンキーIDの8chが空いているため、081chのTSSは山口県でもそのまま8chに設定される。
  - その他の在広局は在山局とリモコンキーIDが重なるため、3桁番号の後に枝番号が付き、両県間で空いているポジション（例えばNHK広島G→6ch、NHK広島E→7ch、RCC→9ch、HTV→10ch、HOME→11ch）に設定される。

## 参考資料
- 地上デジタルテレビジョン放送局（中継局）の予備免許を交付〜山口県岩国中継局に予備免許〜 中国総合通信局、2006年6月21日。
- 10月1日、いよいよ中国管内4県で地上デジタル放送開始 〜鳥取、島根、広島、山口地域でサイマル放送開始、放送設備の整備着実に推移〜 中国総合通信局、2006年9月20日。